# Mohammed Ali Yeral
Mohammed Ali Yeral (2 februari 1984) is een Nederlands-Turks voetballer die als middenvelder voor RBC Roosendaal speelde.

## Carrière
Mohamed Ali Yeral speelde van 2004 tot 2006 voor RBC Roosendaal. Hij debuteerde voor RBC op 25 september 2004 in de met 0-4 verloren thuiswedstrijd tegen Feyenoord. Hij kwam in de 76e minuut in het veld voor Danny Guijt. Ook speelde hij nog in de met 3-0 verloren uitwedstrijd tegen Willem II, waarna hij naar het Turkse Istanbulspor vertrok. Hier speelde hij alleen twee bekerwedstrijden, en halverwege het seizoen vertrok hij naar Maltepespor. Voor Maltepespor speelde hij twee seizoenen in de 2. Lig, het derde niveau van Turkije. Van 2010 tot 2012 speelde hij voor de amateurclub BVV '63.

### Statistieken
| Seizoen                         | Club           | Land           | Competitie     | Competitie | Competitie | Beker | Beker | Totaal | Totaal |
| Seizoen                         | Club           | Land           | Competitie     | Wed.       | Dlp.       | Wed.  | Dlp.  | Wed.   | Dlp.   |
| ------------------------------- | -------------- | -------------- | -------------- | ---------- | ---------- | ----- | ----- | ------ | ------ |
| 2004/05                         | RBC Roosendaal | Nederland      | Eredivisie     | 2          | 0          | 0     | 0     | 2      | 0      |
| 2005/06                         | RBC Roosendaal | Nederland      | Eredivisie     | 0          | 0          | 0     | 0     | 0      | 0      |
| 2006/07                         | Istanbulspor   | Turkije        | TFF 1. Lig     | 0          | 0          | 2     | 0     | 2      | 0      |
| 2006/07                         | Maltepespor    | Turkije        | TFF 2. Lig     | 8          | 0          | 0     | 0     | 8      | 0      |
| 2007/08                         | Maltepespor    | Turkije        | TFF 2. Lig     | 14         | 1          | 0     | 0     | 14     | 1      |
| 2008/09                         | Maltepespor    | Turkije        | TFF 2. Lig     | 0          | 0          | 0     | 0     | 0      | 0      |
| Carrièretotaal                  | Carrièretotaal | Carrièretotaal | Carrièretotaal | 24         | 1          | 2     | 0     | 26     | 1      |
| Bijgewerkt op 15 september 2018 |                |                |                |            |            |       |       |        |        |